# Queen-Anne-Stil

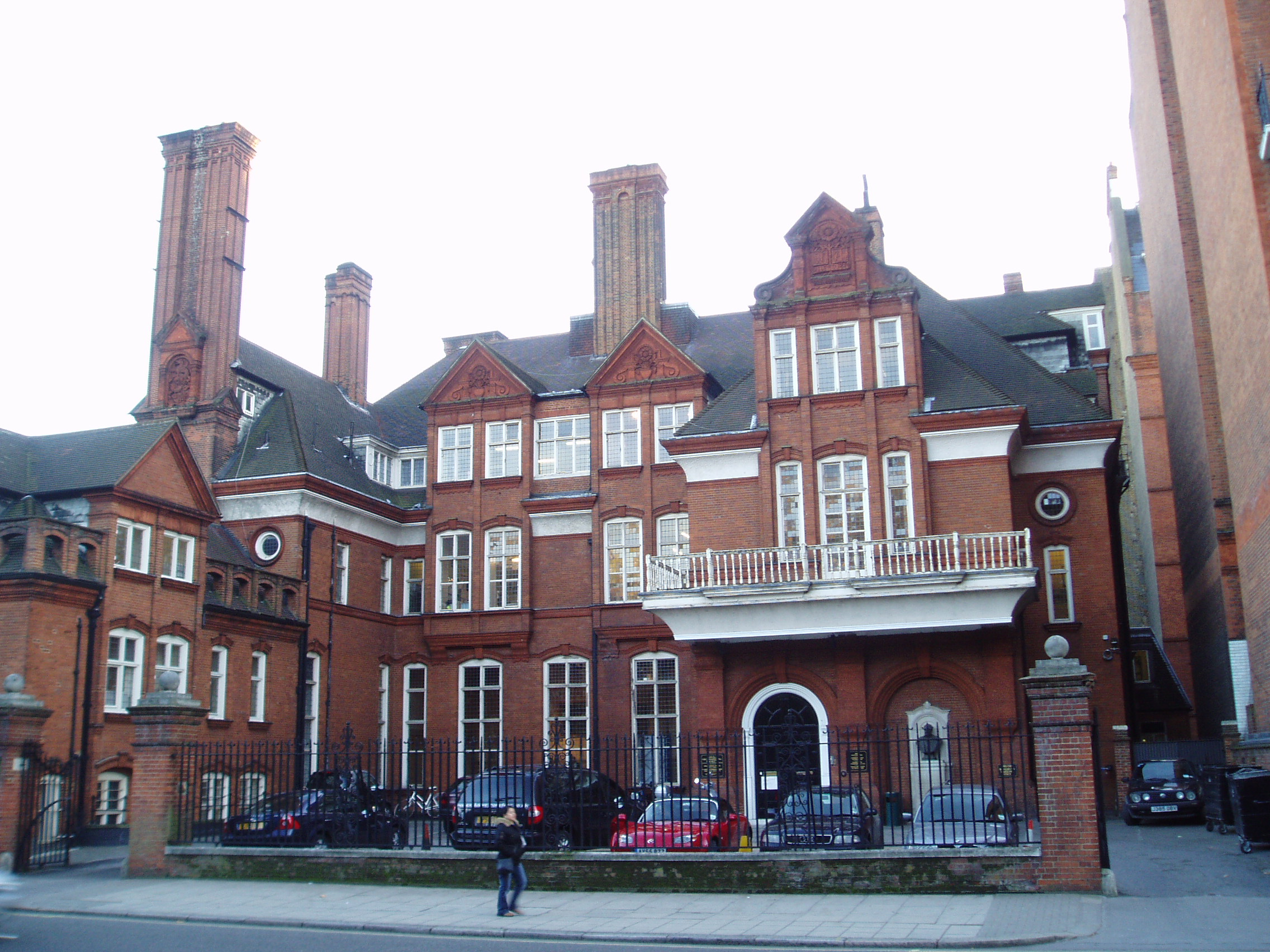
Royal Geographical Society, London. Architekt Richard Norman Shaw

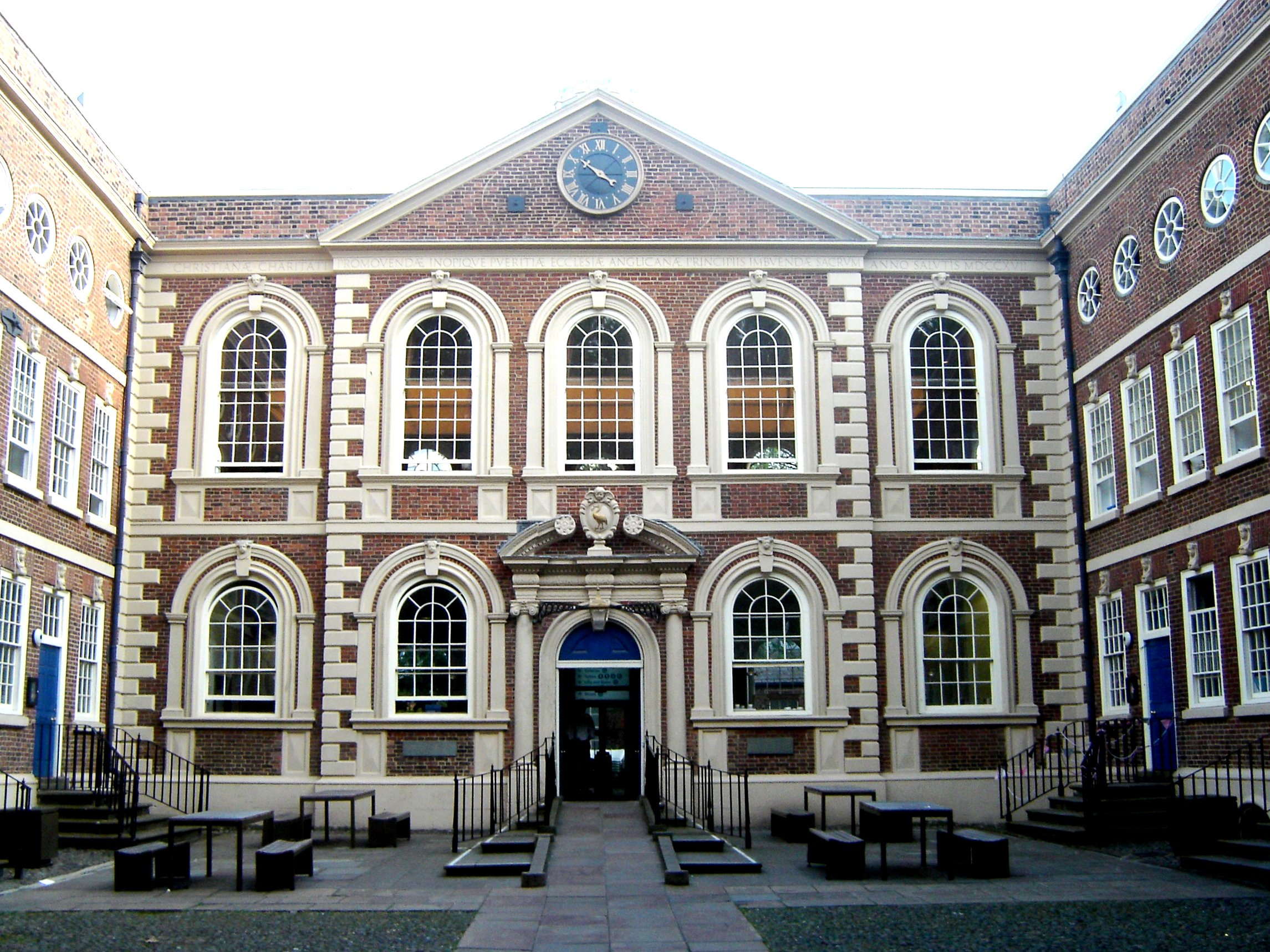
Bluecoat Chambers, Liverpool, ein Gebäude von 1717, aus der Zeit der historischen Queen Anne

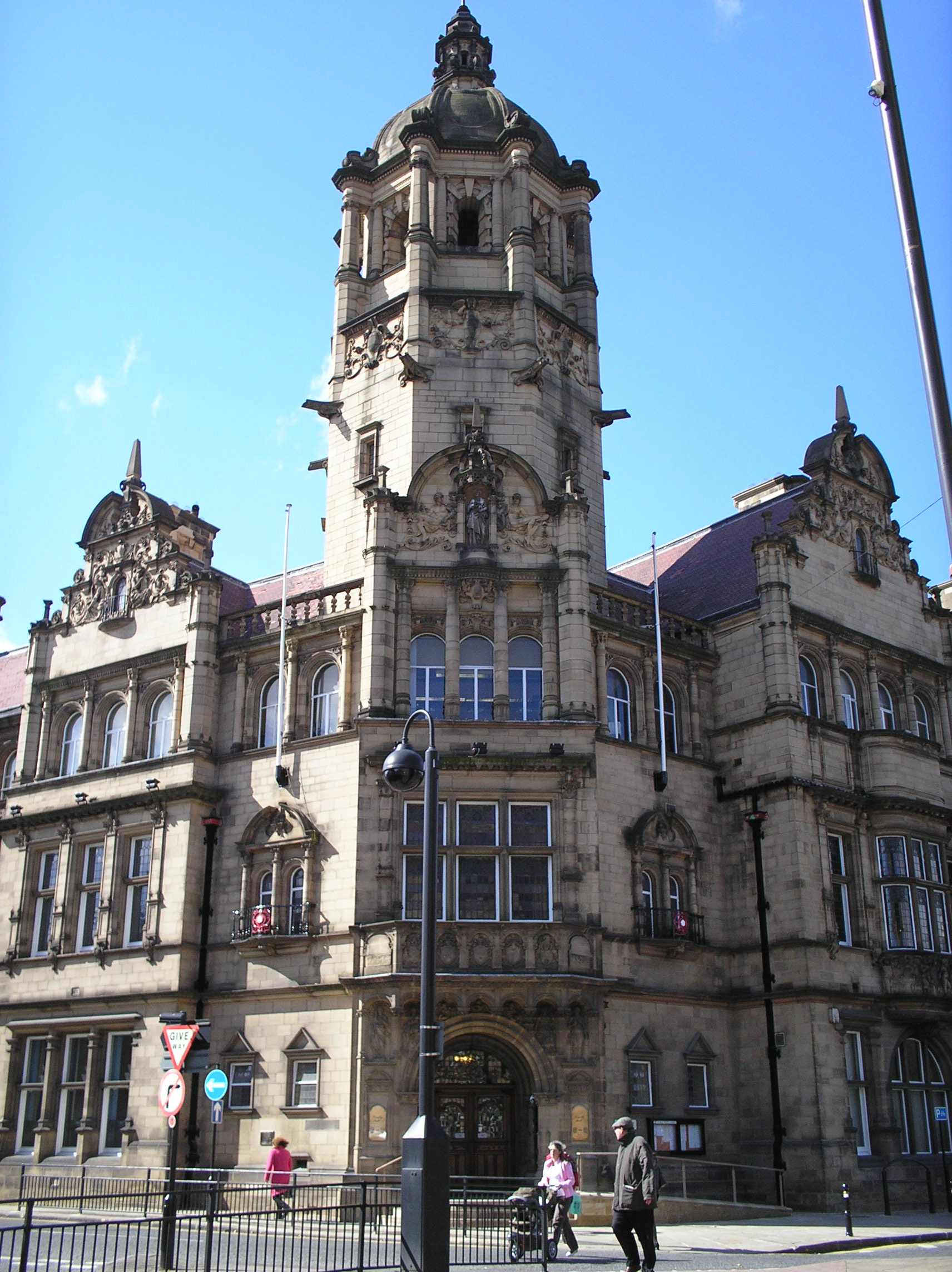
Rathaus, Wakefield, Yorkshire (Nordengland)

Der Queen-Anne-Stil (auch Queen-Anne-Revival-Stil) ist ein britischer und US-amerikanischer Architekturstil. Er erreichte seine weiteste Verbreitung im letzten Viertel des 19. Jahrhunderts und ist je nach Ort seiner Entwicklung leicht unterschiedlich ausgeprägt.

## Geschichte
Der Queen-Anne-Stil, entstanden ab den 1870er Jahren, ist nicht zu verwechseln mit dem Baustil, der in der britischen Architekturgeschichte während der Herrschaftszeit von Königin Anne (1702–14) herrschte. Bei Letzterem handelt es sich um einen Stil, der von John Webb und Sir Christopher Wren begründet worden ist und der sich zu einem herkömmlichen örtlich begrenzten Klassizismus mit einer Bevorzugung von Klinkerfassaden entwickelt hatte.
Der Queen-Anne-Stil des 19. Jahrhunderts dagegen wurde im Vereinigten Königreich in den 1870er Jahren von den Architekten George Devey und Richard Norman Shaw bekannt gemacht. Shaw veröffentlichte 1858 ein Buch mit architektonischen Skizzen. Seine suggestiven Tuschezeichnungen erschienen schließlich in Handels- und Kunstmagazinen der 1870er Jahre. Amerikanische Baumeister nahmen den Stil daraufhin rasch auf. Dass Shaws phantasievoller Stil den Namen Queen-Anne-Stil bekam, obwohl er neben barocken auch viele andere Elemente aufnahm, lag wohl an einer gewissen Popularität der „Queen Anne“ in den späten 1850er Jahren, wie der Roman The History of Henry Esmond (1852) von William Makepeace Thackeray belegt. Er handelt von einem Colonel, der im Dienst seiner Majestät Queen Anne steht. Die Verbindung verschiedener Materialien, von feingliedrigem und warmen Ziegelmauerwerk mit weiß gestrichenen Holzfassaden oder hellem Kalkstein, gehört zu den Merkmalen. Dies ist auch eine Gemeinsamkeit mit der englischen Architektur der Zeit der Königin Anne. Erker, oftmals mehrere übereinander gestellt, Ecktürme, unsymmetrische Fassaden sowie tief liegende Hauseingänge mit breiten Vordächern sind bevorzugte Bauformen. Allgemein kennzeichnet den Queen-Anne-Stil eine Vorliebe für pittoreske Asymmetrien und malerische Gebäudeanlagen, die ebenso im Gegensatz zum strengen Klassizismus wie zur strikten Neugotik steht. Die geschichtlichen Vorbilder waren zahlreich: Beispielsweise die flämische, französische und englische Renaissance, auch spätgotische Elemente. Statt der regeltreuen Nachahmung eines Stils ging es um deren originelle, eklektizistische Verbindung. Eine Art freier Renaissancestil mit regionalem Einschlag entstand dabei. Die britisch-viktorianische Abwandlung des Stils tritt stärker in Verbindung mit der Arts and Crafts-Bewegung als die US-amerikanische.
Als 1892 ein öffentlicher Architekturwettbewerb für ein Rathaus in Wakefield ausgeschrieben wurde, waren die Rahmenbedingungen für die Wettbewerber sehr frei gehalten, man merkte jedoch von Seiten der Verantwortlichen an, dass der Queen-Anne-Stil mit seinen Abwandlungen gut in ein Dorf wie Wakefield passen würde. Das ausgeführte Design stammt von James Gibson und Samuel Russell, beides Londoner Architekten und besteht im Wesentlichen aus einem großen Eckturm mit Kuppeldach und allerlei Zierrat.

## USA

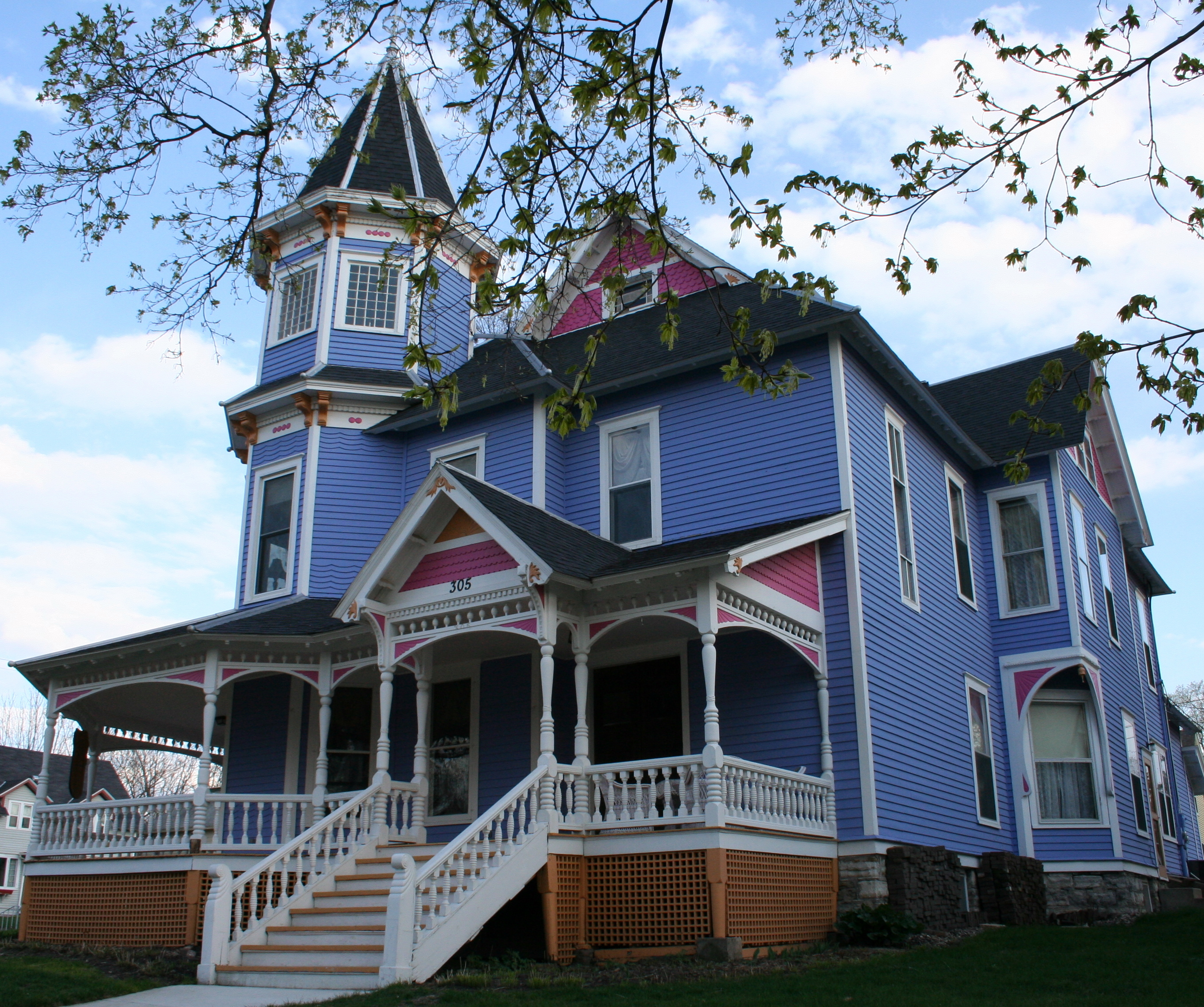
Haus im Queen-Anne-Stil in Faribault, 1892 erbaut

In den USA bezieht sich der Begriff Queen-Anne-Stil vorwiegend auf den Haus- und Villenbau der Zeit 1880–1910. Die freien Renaissanceformen und malerisch-pittoresken Elemente unterscheiden ihn vom pompöseren Beaux-Arts-Stil.

## Kanada
Auch in Kanada, das eine engere kulturelle Bindung an England besitzt, war der Queen-Anne-Stil populär. Ein bekanntes Beispiel ist das Gebäude Central Chambers in Ottawa.

## Möbelstil
Eine kleine Nebenerscheinung von Thackerays Roman und Richard Norman Shaws Regionalrenaissance ist die Verwendung des Begriffs „Queen Anne“ für einen Möbelstil („Queen Anne chair“). Als in den frühen 1870er Jahren die von chinesischen Formen beeinflussten englischen Möbelstücke des mittleren 18. Jahrhunderts mit geschwungenen Möbelfüßen und Walnussfurnier gefragt waren, deren Stil eigentlich als „georgianisch“ zu bezeichnen wäre, wurden sie fälschlicherweise mit der Herrschaftszeit von Queen Anne verbunden. Diese falsche Bezeichnung hielt sich bis heute sowohl in den Vereinigten Staaten als auch im Vereinigten Königreich. Tatsächlich waren die Möbel der Zeit von Queen Anne (frühes 18. Jahrhundert) in einem barocken Stil gehalten, der als William and Mary-Stil eingeordnet werden kann.